# Teflon Don
Teflon Don — четвёртый альбом рэпера из Майами Рика Росса. Пластинка была выпущена 20 июля 2010 года лейблами Maybach Music Group и Def Jam Recordings.

## Предыстория
В 2009 году Рик Росс на MTV анонсировал, что его новый альбом будет назван Teflon Don.
В апреле 2010 года, на своём сайте он сказал о том, что песня «Super High» станет первым синглом. Каньё Уэст, Jay-Z, T.I., Raphael Saadiq, и Drake подтвердили своё присутствие на пластинке.

## Релиз
Первоначально выпуск альбома был назначен на 29 июня, но в итоге дата выхода была перенесена на 20 июля 2010 года.

### Синглы
Первым синглом с альбома стала песня «Super High», записанная вместе с Ne-Yo. В Billboard Hot 100 дебют композиции состоялся на 100 месте.
Следующий сингл «B.M.F. (Blowin' Money Fast)», записанный вместе с рэпером Styles P был выпущен 29 июня 2010 года. Песня достигла 67 места в чарте Billboard Hot 100.
Третьим синглом был выбран трек «Live Fast Die Young». Он был отправлен на радиостанцию Rhythm/Crossover 13 июля 2010 года.
Четвёртым синглом с альбома стал дуэт с певцом Drake — «Aston Martin Music», релиз планируется на 5 октября. Песня заняла #98 место в Billboard Hot 100, так как спрос на её закачку с момента выхода альбома был высоким.

## Коммерческий успех
Пластинка дебютировала на 2 месте в Billboard 200, разойдясь за первую неделю тиражом 176 300 копий. На данный момент тираж альбома составил 405,000 проданных экземпляров в США.

## Список композиций
| №   | Название                                                       | Продюсер(ы)            | Длительность |
| --- | -------------------------------------------------------------- | ---------------------- | ------------ |
| 1.  | «I'm Not a Star»                                               | J.U.S.T.I.C.E. League  | 3:00         |
| 2.  | «Free Mason» (при участии Jay-Z & John Legend)                 | The Inkredibles        | 4:07         |
| 3.  | «Tears of Joy» (при участии Cee Lo Green)                      | No I.D.                | 5:33         |
| 4.  | «Maybach Music III» (при участии T.I., Jadakiss & Erykah Badu) | J.U.S.T.I.C.E. League  | 4:26         |
| 5.  | «Live Fast, Die Young» (при участии Kanye West)                | Kanye West, No I.D.    | 6:13         |
| 6.  | «Super High» (при участии Ne-Yo)                               | Clark Kent, The Remedy | 3:46         |
| 7.  | «No. 1» (при участии Trey Songz & Diddy)                       | Danja                  | 3:54         |
| 8.  | «MC Hammer» (при участии Gucci Mane)                           | Lex Luger              | 4:59         |
| 9.  | «B.M.F. (Blowin' Money Fast)» (при участии Styles P)           | Lex Luger              | 4:10         |
| 10. | «Aston Martin Music» (при участии Drake & Chrisette Michele)   | J.U.S.T.I.C.E. League  | 4:30         |
| 11. | «All the Money in the World» (при участии Raphael Saadiq)      | The Olympicks          | 4:40         |

| №   | Название                           | Продюсер(ы) | Длительность |
| --- | ---------------------------------- | ----------- | ------------ |
| 12. | «Audio Meth» (при участии Raekwon) | The Runners | 3:17         |

## Чарты
| Чарт (2010)                     | Пик |
| ------------------------------- | --- |
| Canadian Albums Chart           | 17  |
| UK R&B Chart                    | 23  |
| US Billboard 200                | 2   |
| US Billboard R&B/Hip-Hop Albums | 2   |
| US Billboard Rap Albums         | 2   |